# サルテーニャ

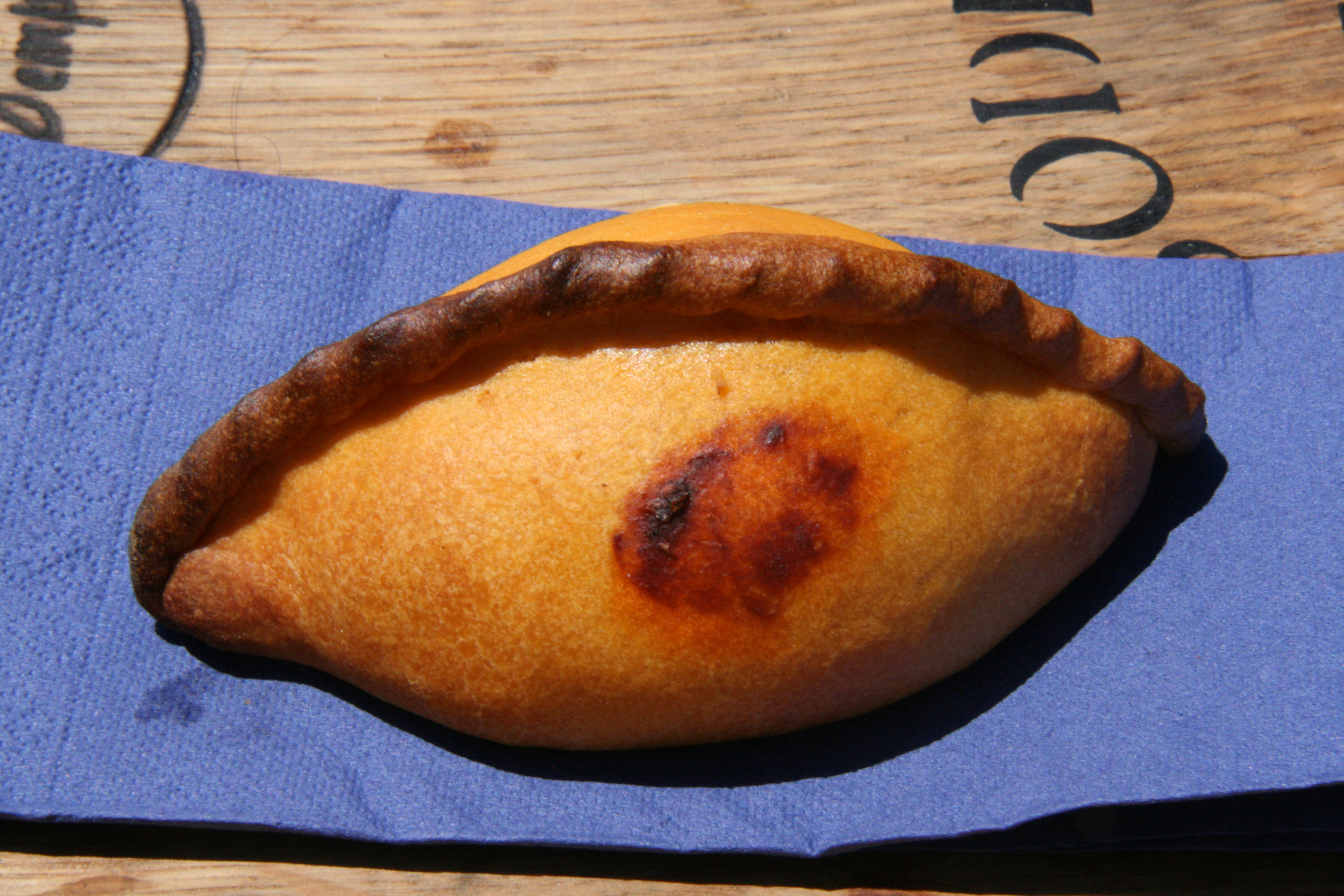
サルテーニャ

サルテーニャ (Salteña) は、ボリビアで主に朝食に供されるエンパナーダの一種。小麦粉で作った生地で牛肉や鶏肉を細切れにしたものなどの具材をくるみ、オーブンで焼いたもの。大きさは10cm前後で、形状は餃子に似ている。

## 地域
ボリビア南部のタリハが発祥であるが、現在はアンデス地域を中心とした全国各地で食されている。特にコチャバンバ、スクレ、ラパスでは人気が高く、早朝に公園や道ばたで作り立てを販売しているが正午までには売り切れていることがほとんどである。
ボリビア以外では、アルゼンチン、ブラジル、ペルー、チリなどでも販売されている。

## 作り方
生地は小麦粉に鶏卵、砂糖とラードを混ぜて作る。このため、黄色い。焼く際に表面に卵を塗ってつやを出すこともある。
具材は、地方や作る人によって変わるが、次のものが入ることが多い。
- 牛肉または鶏肉
- タマネギ
- ジャガイモ
- オリーブの実
- ゆで卵

オリーブの実以外はいずれも数ミリから1センチ程度の大きさに切り刻んでおく。これらに、パプリカ、クミン、オレガノなどの香辛料を入れて茹で、塩、砂糖、酢などで味を付ける。ゼラチンを溶かして具材に加え、一度冷やして固まりを作る。
厚めの生地で具材を包んでつなぎ目をつまんできっちりと閉じ、オーブンで焼き、暖かい内に食べる。この際、ゼラチンが中で溶け、サルテーニャをかじると汁がたっぷり入った具材が出てくることになる。
好みに応じて、具材にアヒ・アマリージョなどの辛い香辛料を使ったり、逆にレーズンなどの甘いものを入れることもある。

## 歴史

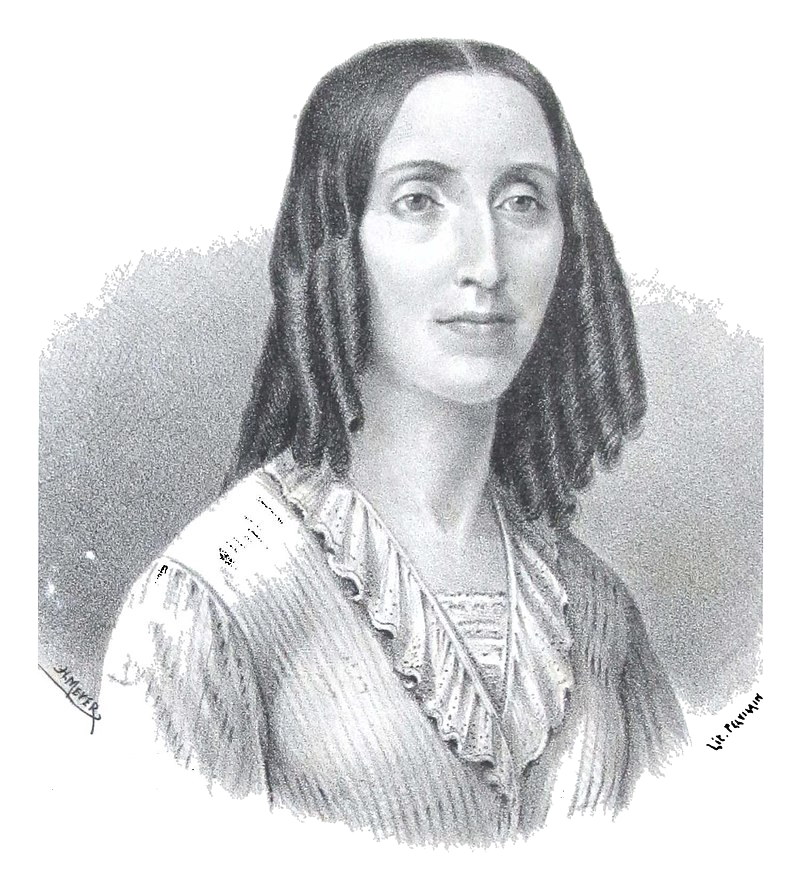
フアナ・マヌエラ・ゴリーティ

ボリビアの歴史家であるアントニオ・パレデス・カンディアによると、アルゼンチン人作家であるフアナ・マヌエラ・ゴリーティによって1900年代初頭に作られたのが最初のサルテーニャである。彼女はアルゼンチンのサルタ州（ボリビアのタリハ県と接している州）で生まれ、フアン・マヌエル・デ・ロサスの独裁を逃れて家族とともにタリハに移り住んだ。彼女は貧乏に苦しんだが、当時ヨーロッパにあった惣菜パンをまねたものを作って売ったところ、大変人気が出た。サルテーニャとはスペイン語で「サルタ出身の（人や物）」という意味の言葉であるが、ゴリーティの作ったパンはサルテーニャという愛称で親しまれた。なお、ゴリーティは後にマヌエル・イシドロ・ベルス大統領と結婚した。